# Cara Walls
Cara Walls (* 16. Juni 1993) ist eine US-amerikanische Fußballspielerin.

## Karriere
Während ihres Studiums an der University of Wisconsin–Madison spielte Walls von 2011 bis 2014 für die dortige Universitätsmannschaft der Wisconsin Badgers. Anfang 2015 wurde sie beim College-Draft der NWSL in der dritten Runde an Position 23 von den Chicago Red Stars verpflichtet. Ihr Ligadebüt gab Walls am 25. April 2015 gegen den Portland Thorns FC.